# NGC 1993
NGC 1993 је елиптична галаксија у сазвежђу Зец која се налази на NGC листи објеката дубоког неба.
Деклинација објекта је - 17° 48' 54" а ректасцензија 5h 35m 25,4s. Привидна величина (магнитуда) објекта NGC 1993 износи 12,4 а фотографска магнитуда 13,4. NGC 1993 је још познат и под ознакама ESO 554-14, MCG -3-15-3, PGC 17487.